# Brechstange

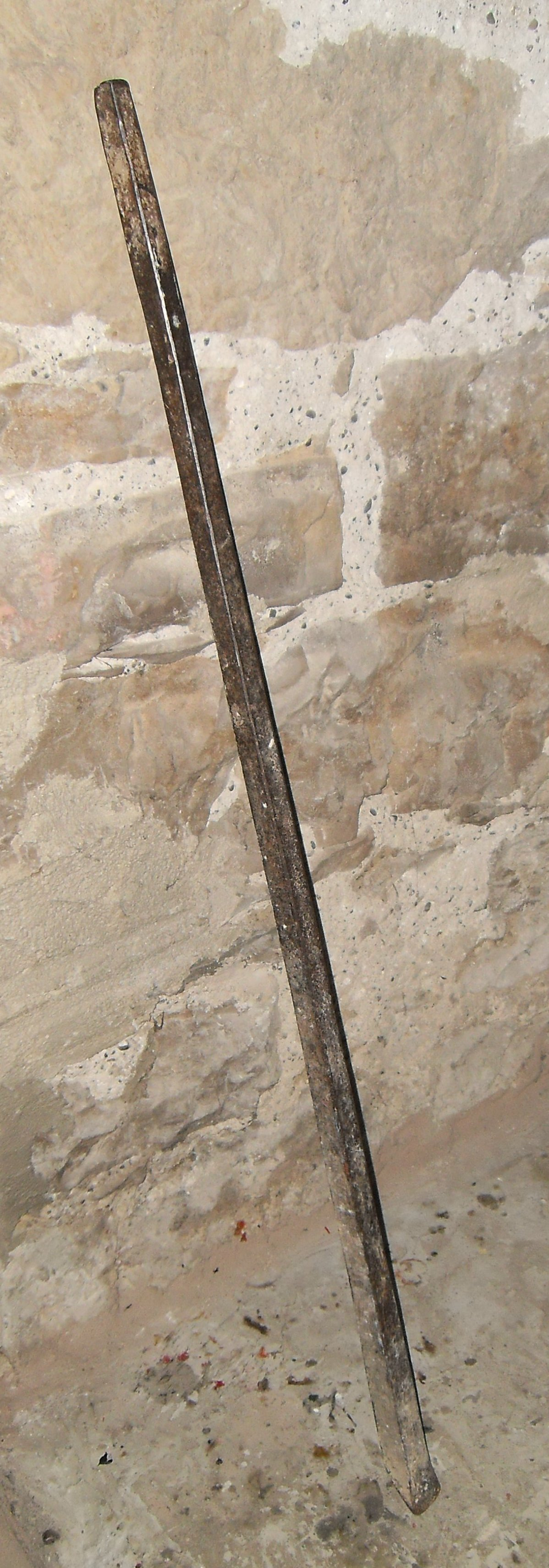
Brechstange aus Schmiedeeisen

Die Brechstange oder Brecheisen, von Steinmetzen Hebeeisen bzw. Ruckeisen genannt, ist ein einfaches Werkzeug zum Aufbrechen, Heben und Bewegen. Ihre Wirkung beruht auf dem Hebelgesetz.

## Einsatz
Sie besteht aus einer festen, genügend großen Stange aus Metall, meist aus Stahl. Ein Ende dient zum Anfassen, das andere Ende ist flach, um damit in enge Spalten zu dringen, und abgewinkelt, damit man hebeln kann.
Ursprünglich diente die Brechstange in Steinbrüchen zum Brechen von Rohblöcken, heute wird sie zum Anheben von Werksteinen beim Transport genutzt, wobei zum Kantenschutz vor dem Ausbrechen entweder Holz oder Filz eingelegt wird. 
Die Brechstangen, die von der Feuerwehr oder vom Technischen Hilfswerk (dort wird dieser Typ als Kistenbeitel bezeichnet) eingesetzt werden, sind runde, etwa 30 Millimeter starke Stahlstangen und haben eine Länge von 700, 1200 oder 1800 Millimetern. 
Schwere Brechstangen haben im Bereich des Knicks mitunter quer beidseitig ein massives Paar Eisenrollen, das für Kiste und Boden schonenderes Anheben erlaubt, aber auch das Verfahren von Lasten, wenn diese so „auf Rollen gehoben“ werden.

## Abgrenzung
Eine Brechstange ist zu unterscheiden von einem Nageleisen, denn dies bezeichnet ein völlig anderes Werkzeug. Auch das als kleine Brechstange ausgelegte, umgangssprachlich oft ebenfalls als Nageleisen bezeichnete Hebelwerkzeug mit Nagelauszieher, welches von Zimmerern und vielen anderen Handwerkern verwendet wird, wird Kuhfuß bzw. Geissfuss genannt.

## Varianten

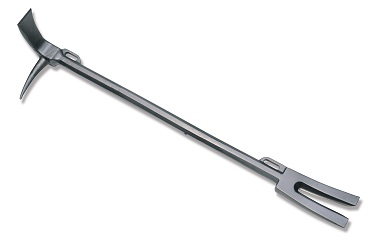
Halligan-Tool

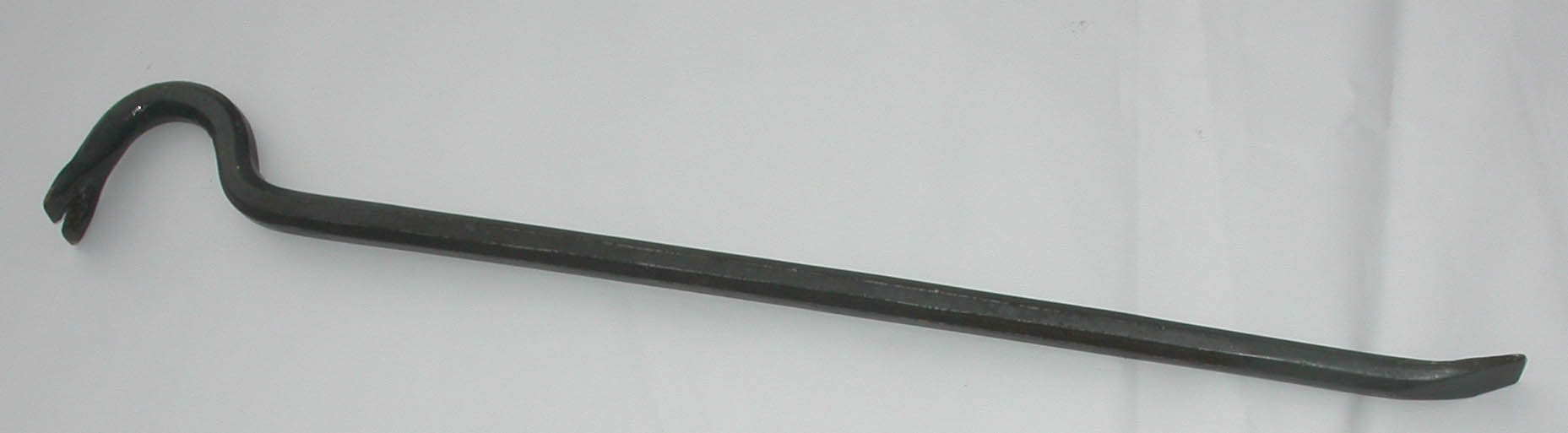
Kombinationswerkzeug: Kuhfuß und Brechstange

Eine besondere Art von Brechstange ist der Hebebaum.
Eine weitere um 1948 entwickelte Sonderform der Brechstange, ist das nach dem Erfinder Hugh Halligan benannte Halligan-Tool. Drei verschiedene Klingen (Kuhfußklaue im Winkel von 30° zum Stiel, Keil und Dorn im Winkel von 90° zum Stiel) ermöglichen das Türöffnen und andere technische Hilfeleistungen. Halligan entwickelte das Werkzeug während seiner Tätigkeit bei der New Yorker Feuerwehr, von wo aus es sich zunächst in den USA verbreitete. Mittlerweile wird es auch bei vielen deutschen Feuerwehren eingesetzt.
Der aus dem Zimmermanns- und Bauhandwerk bekannte Kuhfuß, auch Nageleisen genannt, hat mittig einen keilförmigen Spalt, durch den man weiter und beidseitig unter die Köpfe von Nägeln und Schrauben dringt. Oft findet man auch kombinierte Werkzeuge, die einerseits einen Kuhfuß tragen und andererseits einer Brechstange gleichen.

## Umgangssprache
Metaphorisch wird von einem Vorgehen „mit der Brechstange“ gesprochen, wenn ein Ziel mit primitiven, drastischen Mitteln ohne Rücksicht auf Nebenwirkungen zu erreichen versucht wird. 